# After (novel·la)
After és una novel·la de gènere romàntic i eròtic, de l'autora Anna Todd. És un llibre molt popular entre els adolescents, ja que esta basada en una relacio de dos famosos cantants Harry Styles i Louis Tomlinson.
Tessa Young és una noia que comença el seu primer any a la universitat. Acostumada a una vida estable i ordenada, tot canvia quan coneix a Hardin, un noi dolent, que duu tatuatges i mala vida. Ell la fa deixar de ser tant innocent i despertar al món real, descobreix el sexe. Ells són dues persones oposades destinades a estar l'un amb l'altre.